# تپه اطراف شهر سوخته ۱۰۸
تپه اطراف شهر سوخته شماره ۱۰۸ مربوط به هزاره سوم قبل از میلاد است و در شهرستان زابل، بخش شیب آب، دهستان لوتک، روستای حومه شهر سوخته، ۱۴/۵ کیلومتری جنوب غرب پایگاه باستان‌شناسی شهر سوخته واقع شده و این اثر در تاریخ ۲۸ اسفند ۱۳۸۵ با شمارهٔ ثبت ۱۸۷۰۴ به‌عنوان یکی از آثار ملی ایران به ثبت رسیده است.